# 犬山站
犬山站（日语：／ Inuyama eki */?）是位於愛知縣犬山市犬山富士見町，屬於名古屋鐵道（名鐵）的鐵路車站。車站編號為IY15。

## 車站結構
本站為島式月台3面6線的地面車站，並設有跨站式站房。

### 月台配置
| 使用月台 | 使用月台 | 使用月台 | 使用月台 | 使用月台 | 使用月台 | 路線   | 方向 | 目的地           | 備註                         |
| 1        | 2        | 3        | 4        | 5        | 6        | 路線   | 方向 | 目的地           | 備註                         |
| -------- | -------- | -------- | -------- | -------- | -------- | ------ | ---- | ---------------- | ---------------------------- |
| ○        |          | ○        | ○        | ○        |          | 犬山線 | 下行 | 新鵜沼、岐阜方向 | 途經新鵜沼直通各務原線       |
| ○        | ○        | ○        | ○        | ○        | ○        | 犬山線 | 上行 | 名古屋方向       | 途經上小田井直通地下鐵鶴舞線 |
|          |          | ○        | ○        | ○        | ○        | 小牧線 | 上行 | 平安通方向       | 途經上飯田直通地下鐵上飯田線 |
|          |          | ○        | ○        | ○        | ○        | 廣見線 | 下行 | 新可兒方向       | 往御嵩方向需要在新可兒站轉乘 |

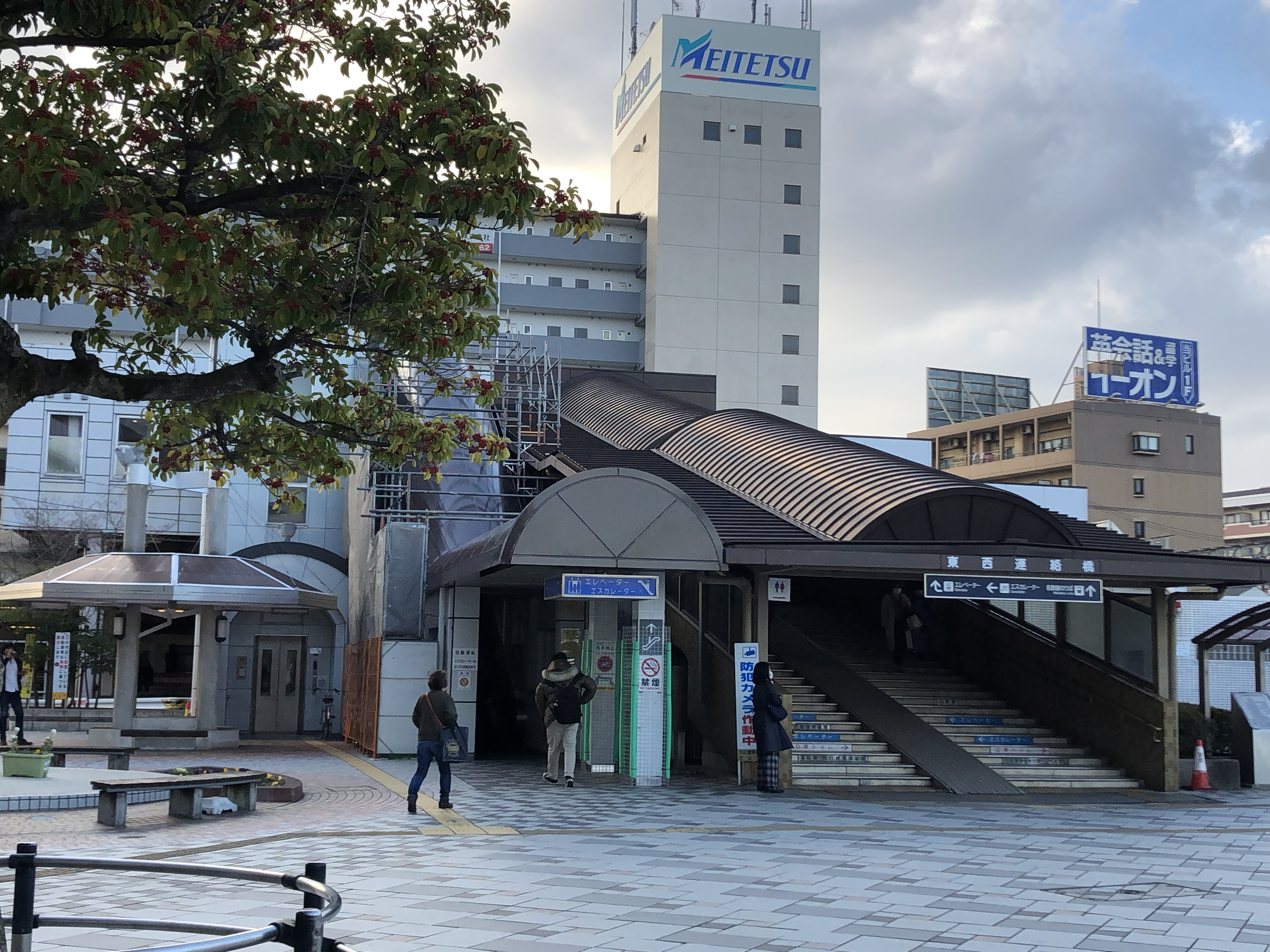
東口（2019年2月）
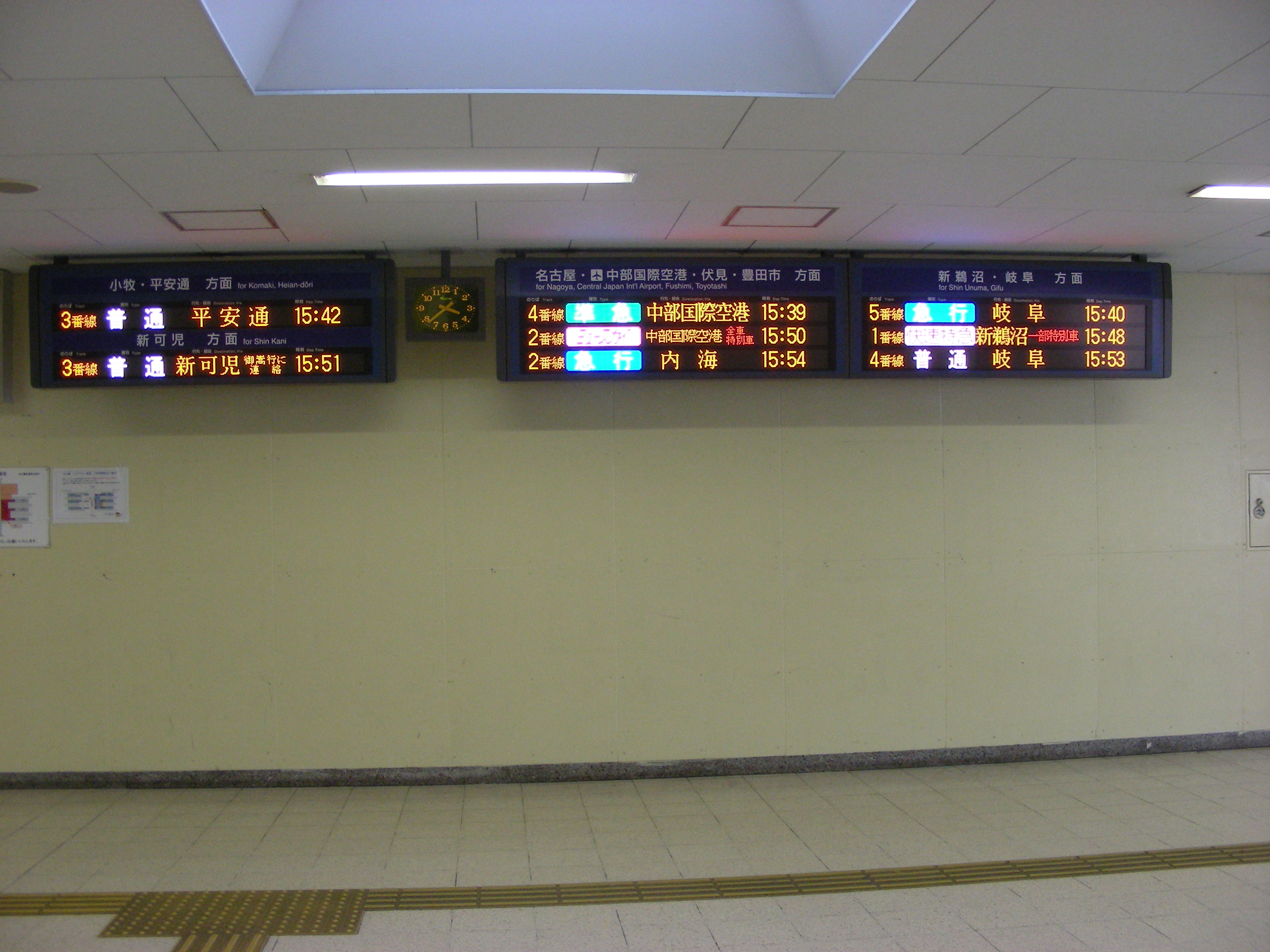
閘口正面的發車標（日语：発車標） （2010年12月）
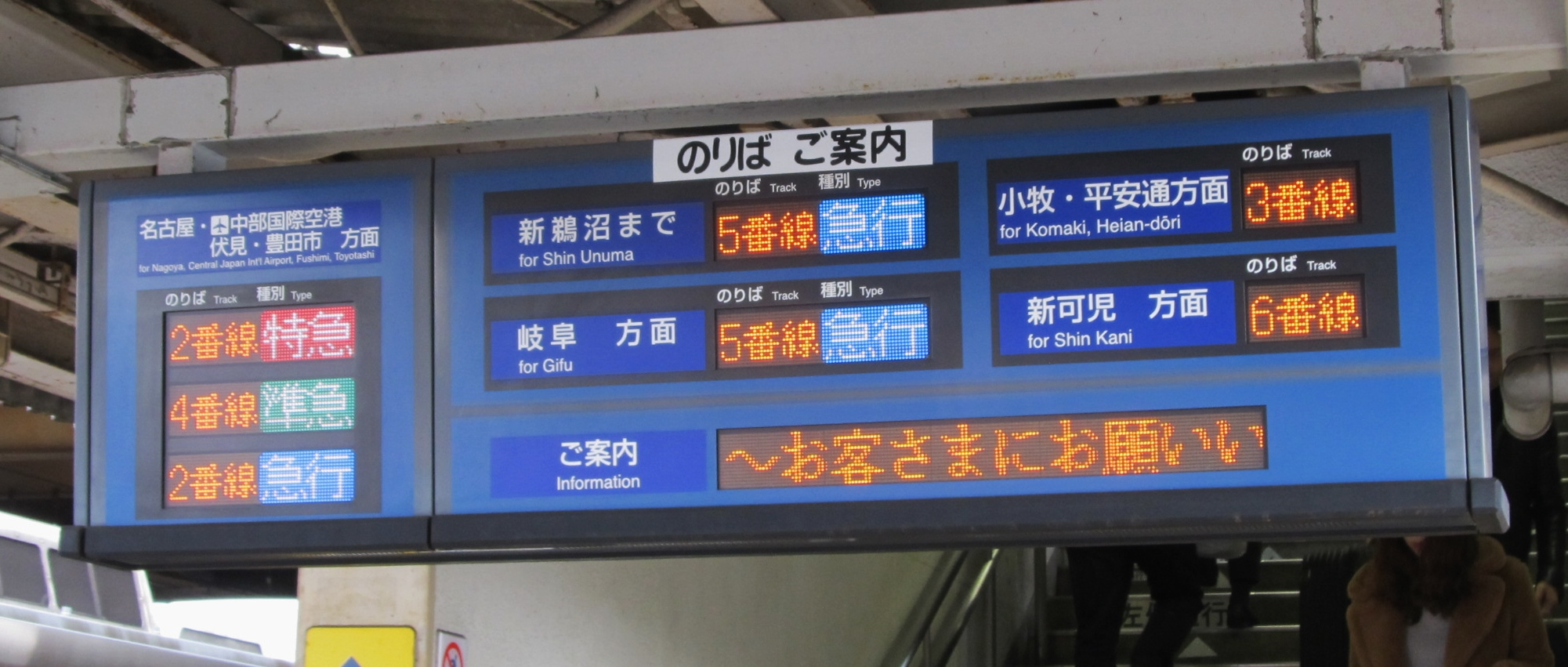
月台導覽 （2020年1月）
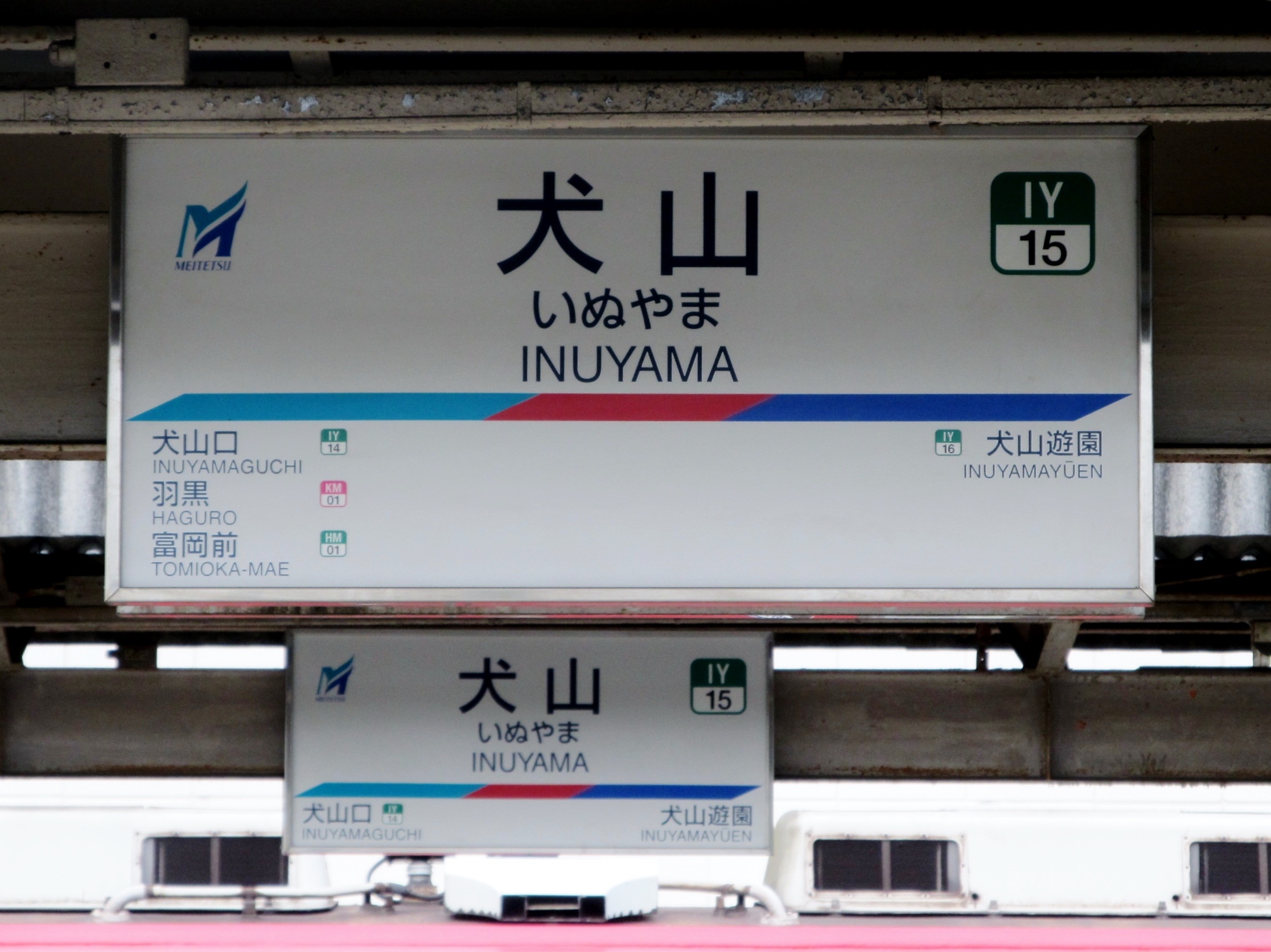
站名牌 （2020年1月）

### 配置圖
|                     | ↑ 犬山線 江南、岩倉、名古屋方向            |                                     |
| ← 小牧線 平安通方向 | 名鐵 犬山站 構內配線略圖                   | → 犬山線、各務原線 新鵜沼、岐阜方向 |
|                     | ↓ I：犬山檢查場車庫線 K：廣見線 新可兒方向 |                                     |
| 图例 参考文献：     |                                            |                                     |

## 相鄰車站
名古屋鐵道
 犬山線
□μ-SKY
江南（IY10）－（一部分停靠柏森（IY11））－犬山（IY15）－犬山遊園（IY16）
□快速特急、■特急
柏森（IY11）－犬山（IY15）－犬山遊園（IY16）
□快速急行、■急行
扶桑（IY12）－犬山（IY15）－犬山遊園（IY16）
■準急、■普通
犬山口（IY14）－犬山（IY15）－犬山遊園（IY16）
 廣見線
□μ-SKY、■特急
（名鐵名古屋站方向－）犬山（IY15）－西可兒（HM03）
■普通
（名鐵名古屋站、名鐵岐阜站方向－）犬山（IY15）－富岡前（HM01）
 小牧線
羽黑（KM01）－（五郎丸信號場）－犬山（IY15）

## 外部連結
- 犬山 - 名古屋鐵道

35°22′48.85″N 136°56′44.39″E / 35.3802361°N 136.9456639°E